# Алгоритм Грэхема
Алгоритм Грэхема — алгоритм построения выпуклой оболочки в двумерном пространстве.
В этом алгоритме задача о выпуклой оболочке решается с помощью стека, сформированного из точек-кандидатов. Все точки входного множества заносятся в стек, а потом точки, не являющиеся вершинами выпуклой оболочки, со временем удаляются из него. По завершении работы алгоритма в стеке остаются только вершины оболочки в порядке их обхода против часовой стрелки.

## Алгоритм
В качестве входных данных процедуры Graham выступает множество точек Q, где {\displaystyle |Q|\geqslant 3}. В ней вызывается функция Top(S), которая возвращает точку, находящуюся на вершине стека S, не изменяя при этом его содержимое. Кроме того, используется также функция NextToTop(S), которая возвращает точку, расположенную в стеке S, на одну позицию ниже от верхней точки; стек S при этом не изменяется.
```
Graham
(Q)
1) Пусть 

  

    

      

        

          
p

          

            
0

          

        

      

    

    
{\displaystyle p_{0}}

  

 — точка из множества Q с минимальной координатой y или самая левая из таких точек при наличии совпадений
2) Пусть 

  

    

      

        
<

        

          
p

          

            
1

          

        

        
,

        

          
p

          

            
2

          

        

        
,

        
…

        
,

        

          
p

          

            
m

          

        

        
>

      

    

    
{\displaystyle <p_{1},p_{2},\ldots ,p_{m}>}

  

 — остальные точки множества Q, отсортированные в порядке возрастания полярного угла,
      измеряемого против часовой стрелки относительно точки 

  

    

      

        

          
p

          

            
0

          

        

      

    

    
{\displaystyle p_{0}}

  

 
     (если полярные углы нескольких точек совпадают, то по расстоянию до точки 

  

    

      

        

          
p

          

            
0

          

        

      

    

    
{\displaystyle p_{0}}

  

)
3) Push(

  

    

      

        

          
p

          

            
0

          

        

      

    

    
{\displaystyle p_{0}}

  

,S)
4) Push(

  

    

      

        

          
p

          

            
1

          

        

      

    

    
{\displaystyle p_{1}}

  

,S)
5) 
for
 i = 2 
to
 m 
do

6)     
while
 угол, образованный точками NextToTop(S),Top(S) и 

  

    

      

        

          
p

          

            
i

          

        

      

    

    
{\displaystyle p_{i}}

  

, образуют не левый поворот
            (при движении по ломаной, образованной этими точками, мы движемся прямо или вправо)
7)       
do
 Pop(S)
8)    Push(

  

    

      

        

          
p

          

            
i

          

        

      

    

    
{\displaystyle p_{i}}

  

,S)
9) 
return
 S
```

Для определения, образуют ли три точки {\displaystyle a}, {\displaystyle b} и {\displaystyle c} левый поворот, можно использовать обобщение векторного произведения на двумерное пространство, а именно условие левого поворота будет выглядеть следующим образом: {\displaystyle u_{x}v_{y}-u_{y}v_{x}\geqslant 0}, где {\displaystyle u=\left\{b_{x}-a_{x},\;b_{y}-a_{y}\right\},v=\left\{c_{x}-b_{x},\;c_{y}-b_{y}\right\}}

Пример работы алгоритма Грэхема.
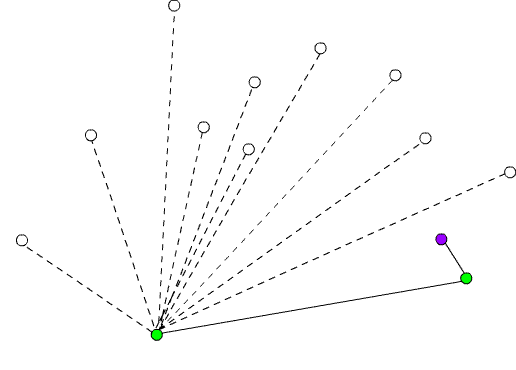
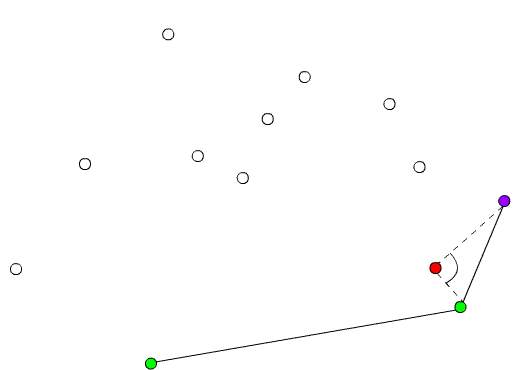
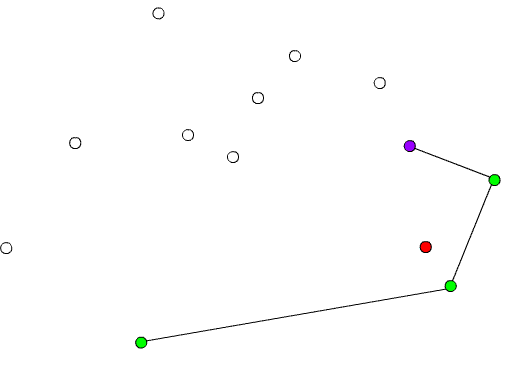
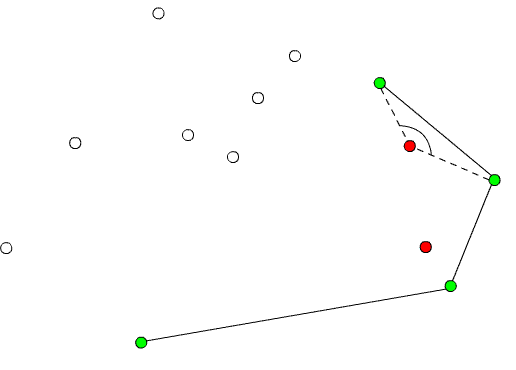
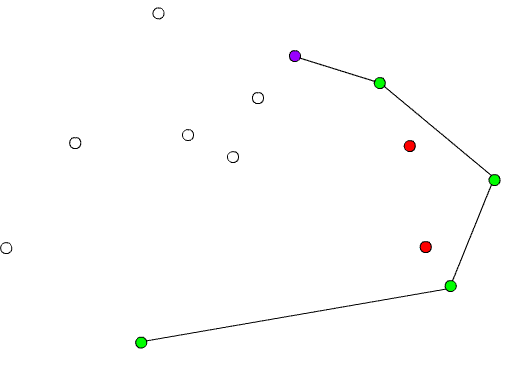
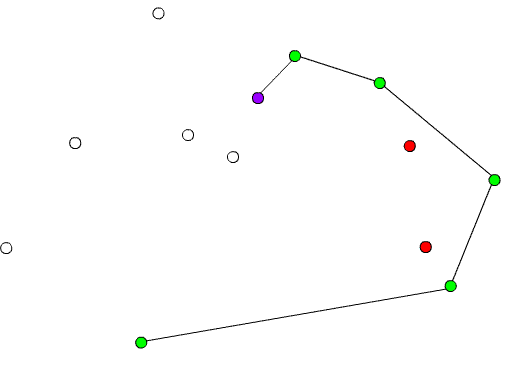
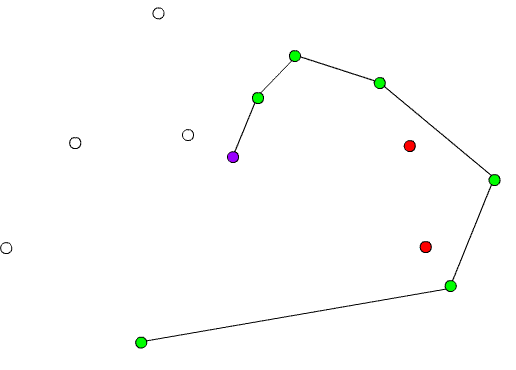
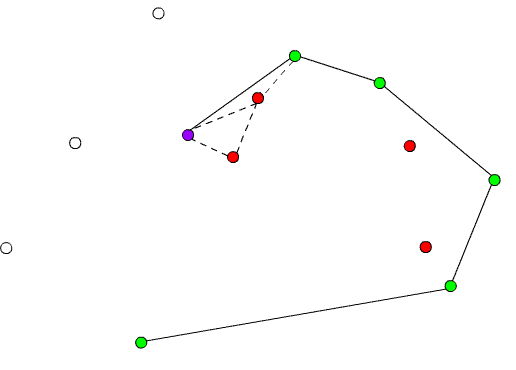
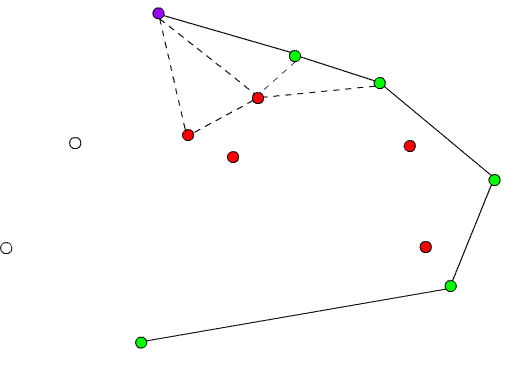
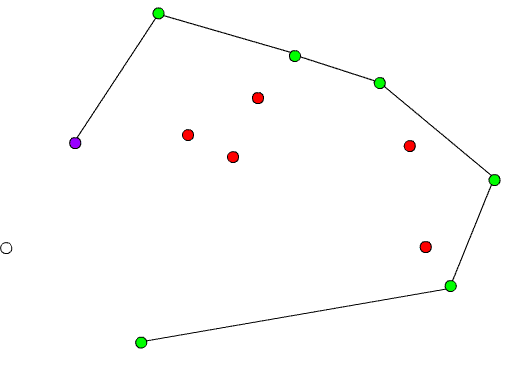
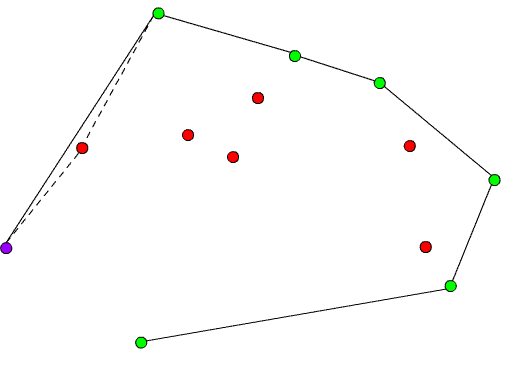
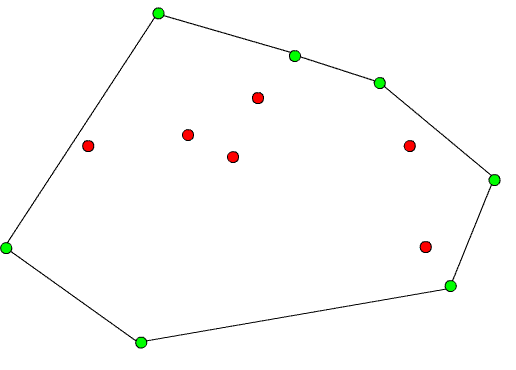

## Корректность сканирования по Грэхему
Если процедура Graham обрабатывает множество точек Q, где {\displaystyle |Q|\geqslant 3}, то по завершении этой процедуры стек S будет содержать (в направлении снизу вверх) только вершины оболочки CH(Q) в порядке обхода против часовой стрелки.

## Доказательство
После выполнения строки 2 в нашем распоряжении имеется последовательность точек {\displaystyle <p_{1},p_{2},\ldots ,p_{m}>}. Определим подмножество точек {\displaystyle Q_{i}=\left\{p_{0},p_{1},\ldots ,p_{i}\right\}} при i = 2,3,…,m. Множество точек Q — {\displaystyle Q_{m}} образуют те из них, что были удалены из-за того, что их полярный угол относительно точки p0 совпадает с полярным углом некоторой точки из множества {\displaystyle Q_{m}}. Эти точки не принадлежат выпуклой оболочке CH(Q), так что CH({\displaystyle Q_{m}}) = CH(Q). Таким образом, достаточно показать, что по завершении процедуры Graham стек S состоит из вершин оболочки CH({\displaystyle Q_{m}}) в порядке обхода против часовой стрелки, если эти точки просматриваются в стеке снизу вверх. Заметим, что точно так же, как точки {\displaystyle p_{0}},{\displaystyle p_{1}},{\displaystyle p_{m}} являются вершинами оболочки CH(Q), точки {\displaystyle p_{0}},{\displaystyle p_{1}},{\displaystyle p_{i}} являются вершинами оболочки CH({\displaystyle Q_{i}}).
В доказательстве используется сформулированный ниже инвариант цикла. В начале каждой итерации цикла for в строках 6-9 стек S состоит(снизу вверх) только из вершин оболочки CH({\displaystyle Q_{i-1}}) в порядке их обхода против часовой стрелки.
Инициализация. При первом выполнении строки 6 инвариант поддерживается, поскольку в этот момент стек S состоит только из вершин {\displaystyle Q_{2}} = {\displaystyle Q_{i-1}}, и это множество трех вершин формирует свою собственную выпуклую оболочку. Кроме того, если просматривать точки снизу вверх, то они будут расположены в порядке обхода против часовой стрелки.
Сохранение. При входе в новую итерацию цикла for вверху стека S находится точка {\displaystyle p_{i-1}}, помещенная туда в конце предыдущей итерации (или перед первой итерацией, когда i = 3). Пусть {\displaystyle p_{j}} — верхняя точка стека S после выполнения строк 7-8 цикла while, но перед тем, как в строке 9 в стек будет помещена точка {\displaystyle p_{i}}. Пусть также {\displaystyle p_{k}} — точка, расположенная в стеке S непосредственно под точкой {\displaystyle p_{j}}. В тот момент, когда точка {\displaystyle p_{j}} находится наверху стека S, а точка {\displaystyle p_{i}} ещё не добавлена, стек содержит те же точки, что и после j-й итерации цикла for. Поэтому, согласно инварианту цикла, в этот момент стек S содержит только CH({\displaystyle Q_{j}}) в порядке их обхода против часовой стрелки, если просматривать их снизу вверх. Полярный угол точки {\displaystyle p_{i}} относительно точки {\displaystyle p_{0}} больше, чем полярный угол точки {\displaystyle p_{j}}, и поскольку угол {\displaystyle p_{k}}{\displaystyle p_{j}}{\displaystyle p_{i}} сворачивает влево(в противном случае точка {\displaystyle p_{j}} была бы снята со стека), после добавления в стек S точки {\displaystyle p_{i}} (до этого там были только вершины CH({\displaystyle Q_{j}})) в нем будут содержаться вершины CH({\displaystyle Q_{j}\cup \left\{p_{i}\right\}}). При этом они будут расположены в порядке обхода против часовой стрелки, если просматривать их снизу вверх.
Покажем, что множество вершин CH({\displaystyle Q_{j}\cup \left\{p_{i}\right\}}) совпадает с множеством точек CH({\displaystyle Q_{i}}). Рассмотрим произвольную точку {\displaystyle p_{t}}, снятую со стека во время выполнения i-й итерации цикла for, и пусть {\displaystyle p_{r}} — точка, расположенная в стеке S непосредственно под точкой {\displaystyle p_{t}} перед снятием со стека последней(этой точкой pr может быть точка {\displaystyle p_{j}}). Угол {\displaystyle p_{r}}{\displaystyle p_{t}}{\displaystyle p_{i}} не сворачивает влево, и полярный угол точки {\displaystyle p_{t}} относительно точки {\displaystyle p_{0}} больше полярного угла точки {\displaystyle p_{r}}. Так как точка {\displaystyle p_{t}} находится внутри треугольника, образованного тремя другими точками множества {\displaystyle Q_{i}}, она не может быть вершиной CH({\displaystyle Q_{i}}). Так как {\displaystyle p_{t}} не является вершиной CH({\displaystyle Q_{i}}), то CH({\displaystyle Q_{i}} — {{\displaystyle p_{t}}}) = CH({\displaystyle Q_{i}}). Пусть {\displaystyle P_{i}} — множество точек, снятых со стека во время выполнения i-ой итерации цикла for. Верно равенство CH({\displaystyle Q_{i}} — {\displaystyle P_{i}}) = CH({\displaystyle Q_{i}}). Однако {\displaystyle Q_{i}} — {\displaystyle P_{i}} = {\displaystyle Q_{i}} {\displaystyle \cup } {{\displaystyle p_{i}}}, поэтому мы приходим к заключению, что CH({\displaystyle Q_{j}} {\displaystyle \cup } {{\displaystyle p_{i}}}) = CH({\displaystyle Q_{i}} — {\displaystyle P_{i}}) = CH({\displaystyle Q_{i}}).
Сразу после вытеснения из стека S точки {\displaystyle p_{i}} в нем содержатся только вершины CH({\displaystyle Q_{i}}) в порядке их обхода против часовой стрелки, если просматривать их в стеке снизу вверх. Последующее увеличение на единицу значения i приведет к сохранению инварианта цикла в очередной итерации.
Завершение. По завершении цикла выполняется равенство i = m + 1, поэтому из инварианта цикла следует, что стек S состоит только из вершин CH({\displaystyle Q_{m}}), то есть из вершин CH(Q). Эти вершины расположены в порядке обхода против часовой стрелки, если они просматриваются в стеке снизу вверх.

## Время работы
Время работы процедуры Graham равно {\displaystyle O(N\log N)}, где {\displaystyle N=|Q|}. Как несложно показать, циклу while потребуется время O({\displaystyle N}). В то время, как сортировка полярных углов займет {\displaystyle O(N\log N)} времени, откуда и следует общая асимптотика процедуры Graham.